# Pisa SC
Pisa Sporting Club, thường được gọi là Pisa, là một câu lạc bộ bóng đá Ý có trụ sở tại Pisa, Tuscany.
Câu lạc bộ được thành lập vào năm 1909 với tên Câu lạc bộ thể thao Pisa Sau nhiều thăng trầm, vào năm 1994, Pisa được tái lập với tên gọi Pisa Calcio và bắt đầu thi đấu từ giải Eccellenza (giải hạng sáu của hệ thống bóng đá Ý). Tuy nhiên, do khó khăn tài chính, câu lạc bộ lại bị giải thể lần nữa vào năm 2009. Vào mùa hè năm 2009, đội đã được cải tiến với cái tên hiện tại.
Pisa đã giành được hai Cup Mitropa, vào năm 1986 và 1988. Họ chơi trận đấu trên sân nhà của họ tại Arena Garibaldi - Stadio Romeo Anconetani, được đặt theo tên của Romeo Anconetani, chủ tịch đã đưa và dẫn dắt câu lạc bộ thi đấu tại Serie A trong những năm 1980. Năm 2016, Giuseppe Corrado đã mua câu lạc bộ và lên kế hoạch cho sân vận động Pisa mới.
Vào cuối mùa giải 2008, Pisa đã thua US Lecce trong trận chung kết play-off để thăng hạng Serie A. Vào cuối mùa giải 2016, được quản lý bởi Gennaro Gattuso, Pisa đã thăng hạng lên Serie B bằng chiến thắng trong trận đấu cuối cùng với Foggia trên sân vận động Zaccheria.

## Lịch sử

### Pisa SC
Sau khi thăng hạng lên Serie B năm 1965, lần đầu tiên Pisa phải mất ba năm để đến Serie A. Bất chấp nỗ lực dũng cảm, Pisa đã xuống hạng vào ngày cuối cùng của mùa giải 1968-69.
Dành phần lớn những năm 1970 ở Serie C, Pisa trở lại Serie B vào năm 1979 (khi đó câu lạc bộ đã đến dưới thời chủ tịch của Romeo Anconetani rất được yêu thích) và được thăng hạng lên Serie A năm 1982, bắt đầu giai đoạn sáu trong số chín mùa giải ở Serie A. Với cầu thủ quốc tế người Đan Mạch Klaus Berggreen trong số các ngôi sao của họ, Pisa đã giành được vị trí thứ 11 trong 1982-83 Serie A với 27 điểm và 27 bàn thắng được ghi và thủng lưới sau 30 trận. Mùa giải tiếp theo đã xuống hạng (trong đó họ chỉ ghi được 3 chiến thắng và 16 trận hòa) với 15.000 người hâm mộ tới Milan cho trận đấu áp chót định mệnh.
Thăng hạng tiếp theo vào năm 1985, và đội dường như có khả năng ở lại cho đến khi thua ba trận cuối cùng của họ. Chu kỳ được lặp lại vào năm 1987, chỉ có những người chơi như Dunga và Paul Elliott ở lại. Lần thăng hạng cuối cùng lên Serie A đã đạt được vào năm 1990, và với tài năng của những cầu thủ như Maurizio Neri, Michele Padovano và Lamberto Piovanelli lên phía trước và Diego Simeone, Henrik Larsen và Aldo Dolcetti ở vị trí tiền vệ, đội bóng đã khởi đầu tốt, chỉ để chịu một sự xuống hạng khác.
Sự xuống hạng đã mang lại những căng thẳng tài chính đáng kể cho câu lạc bộ, và đến năm 1994, họ đã tjia một trận play-off xuống hạng và bị giáng xuống Serie C1.

### Pisa Calcio
Phá sản đã chứng kiến Pisa cải tổ lại ở Eccellenza, chỉ trở lại Serie C2 năm 1996 và C1 năm 1999. Pisa đã nỗ lực để quay lại Serie B, và đã đạt được vào năm 2007. Họ thi đấu tốt ở các bộ phận thấp hơn của Ý nhờ vào sự cống hiến của người hâm mộ của họ.
Vào mùa 2005-06, ban đầu, được cho là một ứng viên chính cho sự thăng tiến, nhưng đội đã phải vật lộn liên tục và tránh xuống hạng sau trận playoff trong hai trận derby kịch tính với Massese. Mùa 2006-07, với ông chủ mới Piero Braglia, mang Pisa trở lại để đấu tranh cho một vị trí thăng hạng: Nerazzurri đã kết thúc mùa giải ở vị trí thứ ba, và cuối cùng giành được playoffs thăng hạng bằng cách đánh bại Venezia ở vòng bán kết và Monza trong trận chung kết.
Đối với mùa giải 2007-08 Serie B, lần đầu tiên trong 13 năm, Giampiero Ventura được đặt tên để thay thế Braglia at the helm của Nerazzurri. Bất chấp những dự đoán ban đầu về vị trí trên bảng xếp hạng sẽ thấp, các màn trình diễn ấn tượng của Pisa đã mang lại cho đội bóng chiến đấu cho một vị trí thăng hạng trực tiếp, cũng nhờ một tiền đạo được sáng tác bởi Alessio Cerci, José Ignacio Castillo và Vitali Kutuzov các giải đấu. Câu lạc bộ đã kết thúc mùa giải ở vị trí thứ sáu, do đó đạt được một vị trí trong vòng playoff thăng hạng, nơi Pisa sau đó bị đánh bại bởi Lecce.
Vào mùa, 2008-09, câu lạc bộ đã được mua lại bởi doanh nhân Rome, Luca Pomponi, người ban đầu đã thất bại trong việc bổ nhiệm Alessandro Costacurta làm huấn luyện viên trưởng mới, do đó xác nhận ông Ventura là ông chủ của nerazzurri. Câu lạc bộ, vốn đã bị suy yếu bởi sự ra đi của Cerci, Castillo, Kutuzov và một số cầu thủ khác, đã không thể lặp lại màn trình diễn của mình, với việc cuối cùng, Ventura bị sa thải vào tháng 3 năm 2009 khi đang ở giữa bảng xếp hạng. Việc bổ nhiệm Bruno Giordano, được thực hiện để cải thiện kết quả của đội, tuy nhiên tỏ ra đáng thất vọng về kết quả, khi Pisa dần mất vị trí trong bảng, và bị sốc khi trực tiếp xuống hạng trong trận đấu cuối cùng của mùa giải vì chấn thương thất bại tại nhà trước Brescia đã khiến đội bóng xứ Tuscan đứng ở vị trí thứ 18. Sự xuống hạng bất ngờ cũng tiết lộ một số vấn đề tài chính lớn khiến câu lạc bộ không đăng ký vào Lega Pro Prima Divisione, và vào tháng 7 năm 2009, câu lạc bộ đã bị Liên đoàn bóng đá Ý loại trừ lần thứ hai trong lịch sử. 

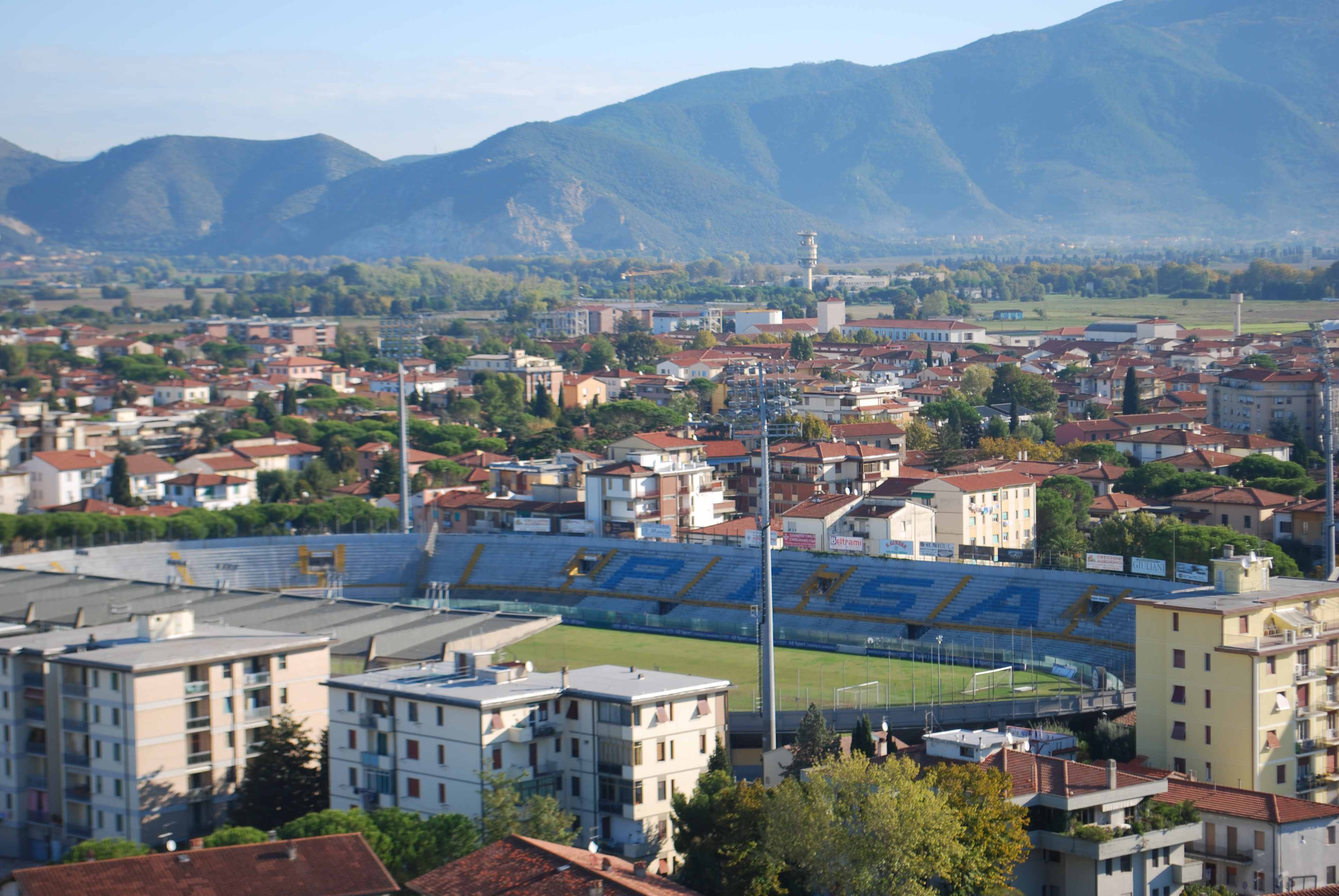
Sân nhà của AC Pisa 1909 khi nhìn từ Tháp nghiêng Pisa.

### AC Pisa 1909
Pisa đã được giới thiệu lại với cái tên hiện tại của SSD AC Pisa 1909 để bắt đầu lại từ Serie D dưới quyền sở hữu mới. Vào cuối mùa giải Pisa đã giành được chiến thắng tại Nhóm (Girone) D của Serie D và được thăng hạng Lega Pro Seconda Divisione cho mùa giải 2010-11.
Sau đó, đội được nhận vào Lega Pro Prima Divisione cho mùa giải 2010-11 để lấp chỗ trống được tạo bởi hàng loạt sự loại trừ câu lạc bộ trong tầng thứ hai và thứ ba của hệ thống giải bóng đá Ý.
Vào ngày 12 tháng 6 năm 2016 Pisa đã thăng hạng lên Serie B sau bảy năm bằng cách đánh bại Maceratese (3 Thay1), Pordenone (3-0 trên tổng hợp) và Foggia trong trận chung kết play-off (5-3 chung cuộc), tuy nhiên, câu lạc bộ đã xuống hạng ở Serie C mùa giải tiếp theo sau khi kết thúc ở vị trí thứ hai từ dưới đếm lên.

## Danh hiệu
Giải đấu quốc tế
Coppa Mitropa: 2
1985-1986, 1987-1988
Giải đấu trẻ
- Campionato nazionale Dante Berretti: 1 1971-1972 (giải Serie C)

Danh hiệu
- Coppa Disciplina FIGC: 1980-1981, 1984-1985
- Stella d'oro CONI al merito sportivo: 1985

Giải đấu khác
- Campionato dell'Italia Centro Meridionale: 1 1920-1921
- Serie B: 2 1984-1985, 1986-1987
- Coppa Italia Serie C: 1 1999-2000
- Prima Divisione: 1 1933-1934 (bảng chung kết B)
- Serie C: 1 1964-1965 (bảng B)
- Serie C2: 1 1998-1999 (bảng A)
- Campionato Nazionale Dilettanti: 1 1995-1996 (bảng A)
- Serie D: 1 2009-2010 (bảng D)
- Campionato Interregionale: 1 1957-1958 (Hạng Nhì, bảng E)
- Coppa Toscana: 3 1914-1915, 1919-1920, 1920-1921
- Promozione: 1 1956-1957 (Bảng B)

## Sân vận động
Từ năm 1919, Pisa đã chơi các trận đấu trên sân nhà tại Arena Garibaldi, một sân vận động nằm ở khu phố Porta a Lucca, ngay ngoại ô thành phố. Sân vận động này được khánh thành lần đầu vào ngày 26 tháng 10 cùng năm, với trận giao hữu giữa Pisa và Juventus Roma (5-1). Sau đó, vào ngày 8 tháng 11 năm 1931, sân được khánh thành lại với tên gọi tự trị là "Campo del Littorio". Trong dịp này, trận giao hữu Pisa-Empoli đã diễn ra và kết thúc với tỷ số 3-1 nghiêng về đội chủ nhà. Sau khi chế độ phát xít sụp đổ, sân vận động được đổi lại tên ban đầu.
Khu vực cổ động viên cuồng nhiệt nhất của Pisa, "curva Nord", được xây dựng vào cuối những năm 1950. Năm 1978, vòng khán đài được hoàn thiện, mở rộng sát với khán đài chính và khán đài đứng. Vào mùa hè năm 1982, chủ tịch khi đó là Romeo Anconetani – người mà tên ông được gắn liền với sân vận động từ ngày 9 tháng 12 năm 2001 – đã cho cải tạo lại khán đài chính, phá bỏ mái che cũ. Từ năm 1982 đến 1994, sân vận động đã có sức chứa lên đến 35.000 khán giả, trong khi tới đầu thập niên 2000 đã giảm xuống còn khoảng 12.000 chỗ ngồi.
Năm 1999, sau khi cổ động viên Maurizio Alberti qua đời, khu vực "curva Nord" đã được đặt theo tên của ông. Vào ngày 23 tháng 4 năm 2005, khán đài chính cũng được đặt tên theo cầu thủ Gianluca Signorini của Pisa, người đã qua đời vào ngày 6 tháng 11 năm 2002 vì căn bệnh ALS.
Đội tuyển quốc gia Ý đã thi đấu bốn trận tại sân Arena Garibaldi, lần lượt gặp: Nam Tư vào ngày 23 tháng 9 năm 1987, Đan Mạch vào ngày 22 tháng 2 năm 1989, Na Uy vào ngày 10 tháng 2 năm 1999 và Bắc Ireland vào ngày 6 tháng 6 năm 2009. Sân vận động này cũng đã tổ chức hai trận chung kết của Cúp Mitropa vào các năm 1985 và 1988, hai trận chung kết của giải đấu Torneo di Viareggio vào các năm 1959 và 2015, và trận đấu ở vòng sơ loại thứ ba của UEFA Champions League 1998-1999 giữa Inter Milan và đội Skonto của Latvia.

## Cầu thủ

### Đội hình hiện tại
Tính đến ngày 7/2/2025
Ghi chú: Quốc kỳ chỉ đội tuyển quốc gia được xác định rõ trong điều lệ tư cách FIFA. Các cầu thủ có thể giữ hơn một quốc tịch ngoài FIFA.
| Số | VT | Quốc gia  | Cầu thủ                         |
| -- | -- | --------- | ------------------------------- |
| 1  | TM | Brasil    | Nícolas                         |
| 3  | HV | Ý         | Samuele Angori                  |
| 4  | HV | Ý         | Antonio Caracciolo (Đội trưởng) |
| 5  | HV | Ý         | Simone Canestrelli              |
| 6  | TV | România   | Marius Marin                    |
| 8  | TĐ | Đan Mạch  | Malthe Højholt                  |
| 10 | TĐ | Ý         | Emanuel Vignato                 |
| 9  | TĐ | Ý         | Nicholas Bonfanti               |
| 10 | TĐ | Venezuela | Emanuel Vignato                 |
| 11 | TV | Ý         | Mattéo Tramoni                  |
| 13 | HV | Ý         | Christian Sussi                 |
| 14 | TĐ | Đan Mạch  | Henrik Meister (mượn từ Rennes) |
| 15 | TV | Đức       | Idrissa Touré                   |
| 17 | HV | România   | Adrian Rus                      |

| Số | VT | Quốc gia   | Cầu thủ                                  |
| -- | -- | ---------- | ---------------------------------------- |
| 19 | HV | Bồ Đào Nha | Tomás Esteves                            |
| 21 | TV | Na Uy      | Markus Solbakken (mượn từ Sparta Prague) |
| 22 | TM | Ý          | Leonardo Loria                           |
| 27 | HV | Ý          | Alessio Castellini (mượn từ Catania)     |
| 28 | TV | Đan Mạch   | Oliver Abildgaard (mượn từ Como)         |
| 30 | TĐ | Ý          | Alessandro Arena                         |
| 32 | TĐ | Ý          | Stefano Moreo                            |
| 33 | HV | Ý          | Arturo Calabresi                         |
| 36 | TV | Ý          | Gabriele Piccinini                       |
| 37 | TV | Algérie    | Mehdi Léris                              |
| 45 | TĐ | Đan Mạch   | Alexander Lind                           |
| 47 | TM | Croatia    | Adrian Šemper                            |
| 66 | HV | Ý          | Leonardo Sernicola (mượn từ Cremonese)   |
| 80 | TĐ | România    | Olimpiu Moruțan (mượn từ Ankaragücü)     |

### Theo hợp đồng
Ghi chú: Quốc kỳ chỉ đội tuyển quốc gia được xác định rõ trong điều lệ tư cách FIFA. Các cầu thủ có thể giữ hơn một quốc tịch ngoài FIFA.
| Số | VT | Quốc gia | Cầu thủ         |
| -- | -- | -------- | --------------- |
| —  | HV | Ý        | Andrea Beghetto |

### Cho mượn
Ghi chú: Quốc kỳ chỉ đội tuyển quốc gia được xác định rõ trong điều lệ tư cách FIFA. Các cầu thủ có thể giữ hơn một quốc tịch ngoài FIFA.
| Số | VT | Quốc gia  | Cầu thủ                                            |
| -- | -- | --------- | -------------------------------------------------- |
| —  | TM | Ý         | Alessandro Livieri (tại Cremonese đến 30/6/2024)   |
| —  | TM | Thụy Điển | Johan Guadagno (tại Latina đến 30/6/2024)          |
| —  | HV | România   | Adrian Rus (tại Pafos đến 30/6/2024)               |
| —  | TV | Ý         | Davide Di Quinzio (tại Fiorenzuola đến 30/6/2024)  |
| —  | TV | Moldova   | Artur Ioniță (tại Lecco đến 30/6/2024)             |
| —  | TV | Croatia   | Roko Jureškin (tại Spezia đến 30/6/2024)           |
| —  | TV | Hungary   | Ádám Nagy (tại Spezia đến 30/6/2024)               |
| —  | TV | Ý         | Salvatore Santoro (tại Pro Vercelli đến 30/6/2024) |
| —  | TV | Ý         | Christian Sussi (tại Fiorenzuola đến 30/6/2024)    |

| Số | VT | Quốc gia | Cầu thủ                                          |
| -- | -- | -------- | ------------------------------------------------ |
| —  | TV | Ý        | Emanuele Zuelli (tại Carrarese đến 30/6/2024)    |
| —  | TĐ | Litva    | Edgaras Dubickas (tại Feralpisalò đến 30/6/2024) |
| —  | TĐ | Ý        | Elia Giani (tại Legnago đến 30/6/2024)           |
| —  | TĐ | Ý        | Lorenzo Lucca (tại Udinese đến 30/6/2024)        |
| —  | TĐ | Sénégal  | Assane Seck (tại Fiorenzuola đến 30/6/2024)      |
| —  | TĐ | Ý        | Giuseppe Sibilli (tại Bari đến 30/6/2024)        |
| —  | TĐ | Gambia   | Bamba Susso (tại Aluminij đến 30/6/2024)         |
| —  | TĐ | Ý        | Emanuel Vignato (tại Salernitana đến 30/6/2024)  |